# تنمية الطفل في الهند

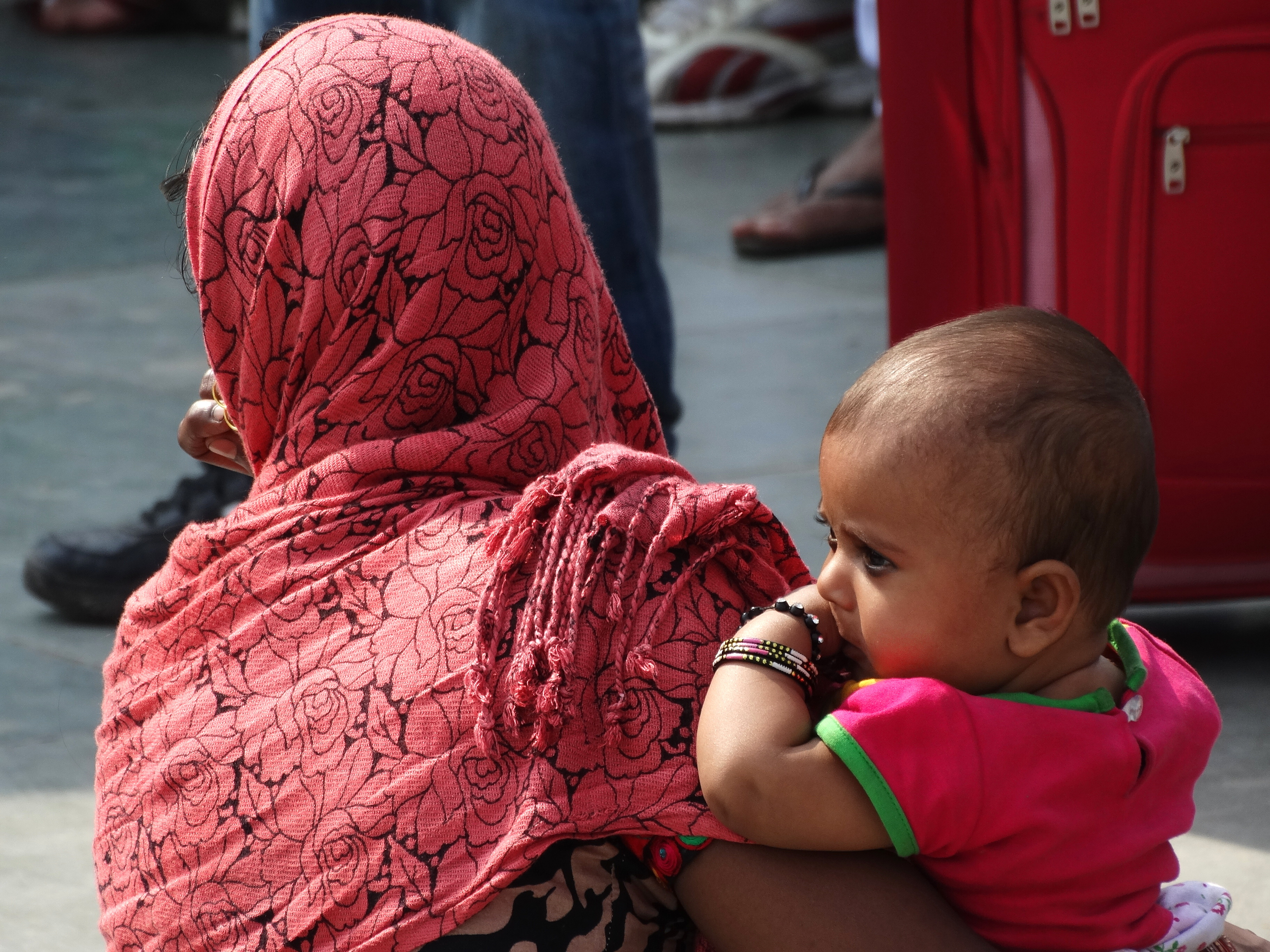

الطفولة المبكرة هي الفترة حتى سن السادسة هناك تعريفات أخرى تمتد من تنمية الطفولة المبكرة إلى سن الثامنة لمراعاة التغيرات التي تحدث أثناء انتقال الطفل إلى المستوى التعليمي الابتدائي، ويمكن أن يعاني الأطفال من تلف في الدماغ في حالة عدم وجود ظروف صحية.

## تنمية الطفل في الهند
هي التجربة الهندية للتغيرات البيولوجية والنفسية والعاطفية التي يمر بها الأطفال وهم يكبرون.
نمو الطفل له تأثير كبير على الصحة الشخصية وعلى المستوى الوطني على صحة الناس في الهند.
يشكل الأطفال جزءًا رئيسيًا من عبء الأمراض الوطنية في الهند. حيث يصعب إصلاح المشكلات الصحية البيئية مثل الأمراض المرتبطة بالتلوث، والتحديات المتعلقة بإمدادات المياه والصرف الصحي في الهند وتؤثر بشكل كبير على الأطفال، حيث يفقد العديد من الأطفال في الهند التطعيم وبالتالي يصابون بأمراض معدية كان من الممكن أن (تمنع اللقاحات). يعاني 40٪ من الأطفال في الهند من سوء التغذية أو توقف النمو بسبب عدم الحصول على وجبات صحية، ولدى الهند قصة نجاح في نظام وجبات منتصف اليوم الذي يطعم 100 مليون طفل يوميًا.
تنمية الطفولة المبكرة
```
(الطفولة المبكرة) هي الفترة حتى
(سن السادسة.) تمتد التعريفات الأخرى لتنمية الطفولة المبكرة إلى سن الثامنة لمراعاة التغييرات التي تحدث أثناء انتقال الطفل إلى التعليم الابتدائي. يمكن أن يعاني الأطفال من تلف في الدماغ في حالة عدم وجود ظروف صحية.
```

(مؤشرات نمو الطفل)
```
تشمل العلامات الشائعة التي يستخدمها الباحثون والخبراء في 
الفحص الإحصائي
 لتنمية الطفولة، (العمر، والدخل، والمكان). يظهر هذا اختلافات ملحوظة في سياق الهند.
```

(الاتجاهات في تنمية الطفل)
```
يبدأ النمو الأمثل للطفل قبل الحمل ويعتمد على التغذية الكافية للأم والطفل، والحماية من التهديدات، وتوفير فرص التعلم، وتفاعلات مقدمي الرعاية التي تحفز، وتستجيب، وتعتبر دعمًا عاطفياً. حيث تعتبر الأيام الألف الأولى حاسمة بسبب قدرة أدمغة الأطفال على التكيف خلال هذه الفترة ولأن عكس العجز المبكر يصبح أكثر صعوبة مع تقدم الأطفال في السن.
```

```
يمكن أن يتعطل النمو الأمثل في مرحلة الطفولة المبكرة بسبب المحن المختلفة المتعلقة ببيئات الطفل والعلاقات مع مقدمي الرعاية. تختلف هذه الشدائد في شدتها وتتراوح بين العنف في المنزلي والإهمال وسوء المعاملة ونقص فرصة اللعب والتحفيز المعرفي واعتلال صحة الوالدين.وايضا يشكل التعرض للعديد من المحن عبئًا ضارًا وتراكميًا أيضا على رفاهية الطفل، خاصة في المجتمعات منخفضة 
ومتوسطة الدخل
.
```

```
في عام (2008)، كان هناك ما يقدر بنحو 158 مليون طفل دون سن السادسة في 
الهند
. بشكل عام، كان هؤلاء الأطفال يعانون من 
سوء التغذية
 والرعاية الصحية. 
```

يعاني واحد من كل عشرة أطفال هنود من الإسهال ونحو واحد من كل ستة يعاني من الحمى. نصف من هم دون الثالثة حرموا من الشبع.